# David Lambert (réalisateur)
Pour les articles homonymes, voir David Lambert.
David Lambert, né en 1974 dans les Ardennes belges, est un réalisateur et scénariste belge.
Il est diplômé en langues et littératures romanes de l'université de Liège et fut, en 2006, président de l'Association des scénaristes de l'audiovisuel.
En 2012, sort Hors les murs, histoire d'amour entre un homosexuel albanais et un pianiste bruxellois bisexuel. En 2014, sort Je suis à toi, histoire d'amour entre un homosexuel wallon et un  bisexuel argentin. La même année, David Lambert reçoit 12.500 euros d'aide à l'écriture de la Communauté française Fédération Wallonie-Bruxelles pour le projet Les petits, drame social à propos de la rédemption d'un Antillais qui risque d'être jeté à la rue.

## Caractéristiques de son style d'écriture cinématographique

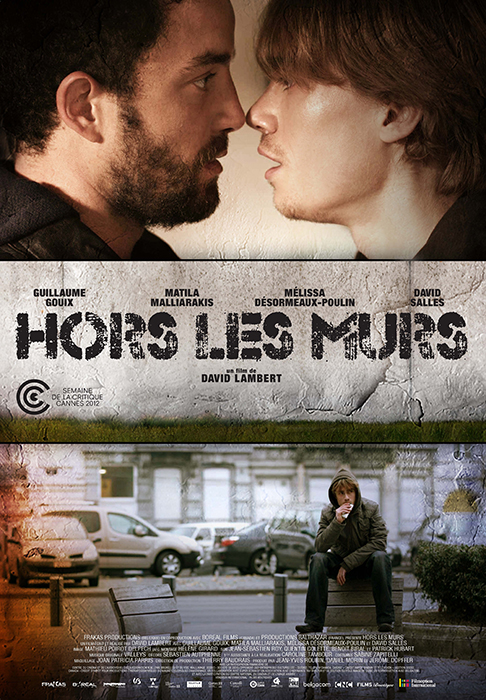
Affiche du film Hors les murs

Selon Romain Charbon des Inrockuptibles, dans Hors les murs David Lambert utilise des digressions narratives, compile les thèmes en greffant une écriture de série américaine à l'intérieur de petit drame de chambre belge.

## Filmographie

### Scénariste
- 2009 : Dans nos veines, court métrage
- 2009 : La Régate, long métrage (collaboration au scénario)
- 2013 : Post partum, long métrage (co-scénariste avec Delphine Noels)

### Scénariste et réalisateur
- 2009 : Vivre encore un peu..., court métrage
- 2012 : Hors les murs, long métrage
- 2014 : Je suis à toi, long métrage
- 2018 : Troisièmes noces, long métrage
- 2023 : Les Tortues, long métrage

## Récompenses
- Festival de Cannes 2012 : Rail d'or décerné par un groupe de cheminots cinéphiles à la Semaine de la critique, pour Hors les murs[5].
- Festival Des Images Aux Mots 2015 à Toulouse : Grand Prix du Jury pour Je suis à toi
- Festival du film francophone d'Angoulême 2015 : Valois du meilleur scénario pour Je suis à toi